# Globopeza venezuelensis
Globopeza venezuelensis är en tvåvingeart som beskrevs av Marshall 2005. Globopeza venezuelensis ingår i släktet Globopeza och familjen skridflugor.
Artens utbredningsområde är Venezuela. Inga underarter finns listade i Catalogue of Life.